# Peder, Košice-okolie
Peder este o comună slovacă, aflată în districtul Košice-okolie din regiunea Košice. Localitatea se află la altitudinea de 181 m deasupra n.m., se întinde pe o suprafață de 11,28 km2 și în 2017 număra 398 de locuitori.

## Istoric
Localitatea Peder este atestată documentar din 1275.

## Demografie
| An:                | 1994 | 2004    | 2014   | 2024   |
| ------------------ | ---- | ------- | ------ | ------ |
| Număr de persoane: | 349  | 406     | 414    | 378    |
| Diferență:         |      | +16,33% | +1,97% | −8,69% |

| An:                | 2023 | 2024   |
| ------------------ | ---- | ------ |
| Număr de persoane: | 382  | 378    |
| Diferență:         |      | −1,04% |